# Новый союзный договор
Новый союзный договор — проект договора, который должен был прийти на замену Договору 1922 года об образовании СССР и тем самым спасти и реформировать Советский Союз. Церемония подписания договора между РСФСР и некоторыми другими союзными республиками была назначена на 20 августа 1991 года, но днём раньше ей помешал августовский путч. Подготовка этого договора была известна как Новоогарёвский процесс, названный в честь Ново-Огарёво, правительственной усадьбы, где велась работа над документом и где Президент СССР и Генеральный секретарь КПСС Михаил Горбачёв беседовал с руководителями союзных республик.

## Предыстория
Впервые идея заключения нового союзного договора была отражена в резолюции «О Союзном Договоре», принятой Верховным Советом Эстонской ССР 16 ноября 1988 года, говорившей о том, что Верховный Совет Эстонской ССР, основываясь на Декларации о суверенитете, входит в Президиум Верховного Совета СССР с предложением разработать Союзный договор, и уполномочивает Президиум Верховного Совета Эстонской ССР представлять интересы республики при разработке текста договора. Через 2 года, после принятия закона о восстановлении независимости, Верховный Совет Эстонии отказался от этой идеи.
Первым Съездом народных депутатов РСФСР 12 июня 1990 года была принята Декларация о государственном суверенитете РСФСР. Принятие декларации стало ключевым событием в процессе распада СССР.
В декабре 1990 года был поднят вопрос о реорганизации СССР.
3 декабря Верховный Совет СССР поддержал концепцию предложенного Президентом СССР М. С. Горбачёвым проекта Союзного Договора и передал его для обсуждения на IV Съезде народных депутатов СССР.
24 декабря 1990 года депутаты IV Съезда народных депутатов СССР, проведя поимённое голосование, постановили считать необходимым сохранение СССР как обновлённой федерации равноправных суверенных республик, в которой будут в полной мере обеспечиваться права и свободы человека любой национальности.
В тот же день, по инициативе и настойчивому требованию Президента СССР М. С. Горбачёва, Съездом было принято постановление по вопросу о проведении всесоюзного референдума о сохранении обновлённого Союза как федерации равноправных суверенных Советских Социалистических Республик. За принятие постановления голосовали 1677 депутатов, против — 32, воздержались — 66.

## Всесоюзный референдум о сохранении СССР
17 марта 1991 года состоялся референдум, на котором за сохранение и обновление СССР проголосовало большинство граждан, исключая население шести республик (Литва, Эстония, Латвия, Грузия, Молдавия, Армения), в которых высшие органы власти отказались проводить референдум, так как ранее объявили о независимости или о переходе к независимости согласно результатам ранее прошедших в них референдумов о независимости.

## СССР-федерация (Союз Советских Суверенных Республик)

Красным и оранжевым обозначены республики, которые были готовы войти в состав Союза Советских Суверенных Республик (СССР); чёрным — государства, отказавшиеся подписать новый союзный договор.

На основе концепции референдума уполномоченной центральными и республиканскими властями рабочей группой в рамках т. н. новоогарёвского процесса весной — летом 1991 был разработан проект по заключению нового союза — Союза Советских Суверенных Республик (СССР, Союз ССР, Союз Суверенных Государств) как мягкой, децентрализованной федерации.
Проект договора о создании Союза был дважды парафирован (предварительно подписан) — 23 апреля и 17 июня 1991 года. Окончательная редакция «Договора о Союзе Суверенных Государств» была опубликована в газете «Правда» 15 августа. В той же газете 3 августа 1991 года было опубликовано выступление Президента СССР Горбачёва по телевидению, в котором отмечалось, что «союзный договор открыт к подписанию» с 20 августа 1991 года. В новом Договоре указывалось: «Государства, образующие Союз, обладают всей полнотой политической власти, самостоятельно определяют своё национально-государственное устройство, систему органов власти и управления, они могут делегировать часть своих полномочий другим государствам — участникам Договора…». Более того, в 2-м разделе 23-й статьи нового Договора говорилось: «Настоящий договор… вступает в силу с момента подписания… полномочными делегациями. Для государств, его подписавших, с той же даты считается утратившим силу Договор об образовании СССР 1922 года».
27 июня Верховный Совет Украинской ССР принимает постановление о переносе обсуждения проекта Союзного договора на сентябрь этого же года. Согласно данному постановлению cледовало рассмотреть до 1 сентября 1991 г. представленный проект Договора о ССГ относительно его соответствия положениям и принципам Декларации о государственном суверенитете Украины и Закону об экономической самостоятельности УССР. Кабинет Министров Украины и Академия наук республики должны были подготовить к этому сроку экономические подсчеты и правовые выводы относительно вхождения Украины в Союз на условиях, определяемых проектом Союзного договора. Рабочая группа ВС Украинской ССР должна была к 15 сентября 1991 г. обобщить представленные документы и предложения, высказанные народными депутатами.
5 июля Верховный Совет РСФСР принимает постановление, согласно которому заключение Договора о Союзе Суверенных Государств является возможным с учетом внесенных Верховным Советом РСФСР изменений и дополнений. В соответствии с ними государственная делегация республики получила поручение следовать в процессе завершающейся совместной работы над текстом Договора таким принципиальным положениям, как формирование союзного бюджета из фиксированных взносов республик, входящих в Союз; распространение юрисдикции РСФСР на все предприятия, находящиеся на ее территории, включая и оборонные предприятия; осуществление совместно с Союзом и союзными республиками единого таможенного дела, при котором размеры таможенных пошлин и тарифов согласовываются Союзом с союзными республиками; прописание в тексте Договора механизмов, обеспечивающих принятия Конституции Союза не позднее, чем через шесть месяцев после заключения Договора или сформирования Верховного Совета Союза. Конституция Союза должна была вступать в силу после одобрения всеми государствами, которые образуют Союз.
Членами нового союза изъявили желание стать одиннадцать из пятнадцати союзных республик СССР: как заявил М. С. Горбачёв в телевизионном обращении 3 августа 1991 года, 20 августа новый союзный договор должны были подписать РСФСР, Казахская ССР и Узбекская ССР, а через некоторое время и представители других республик, для которых предполагался следующий порядок: 3 сентября — Белорусская ССР, 17 сентября — Азербайджанская ССР и Таджикская ССР, 1 октября — Туркменская ССР и Киргизская ССР, 22 октября — Украинская ССР, а также предположительно в октябре Армянская ССР и Молдавская ССР. Татарстан согласился подписать договор только непосредственно и самостоятельно, наравне с другими бывшими союзными республиками СССР.

## Срыв подписания договора
Государственный комитет по чрезвычайному положению 18—21 августа осуществил неудачную попытку насильственного отстранения М. С. Горбачёва с поста Президента СССР, сорвав подписание Союзного договора.
Противоречия между центральными и республиканскими властями и национальными элитами углубились, и все союзные республики одна за другой объявили о независимости. Сохранение Союза в прежнем виде стало окончательно невозможным. Однако формально единое государство ещё продолжало существовать.

## ССГ-конфедерация (Союз Суверенных Государств)

Предполагаемая территория ССГ

5 сентября V съезд народных депутатов СССР, приняв «Декларацию прав и свобод человека», объявил переходный период для формирования новой системы государственных отношений, подготовки и подписания Договора о Союзе Суверенных Государств.
6 сентября Государственный Совет СССР признал выход трёх прибалтийских республик (Латвии, Литвы и Эстонии) из Союза ССР.
Осенью рабочей группой новоогарёвского процесса был разработан новый проект Договора — о создании Союза Суверенных Государств (ССГ) как конфедерации независимых государств («конфедеративного государства»).
14 ноября предварительное согласие на заключение 9 декабря договора о создании ССГ дали только семь республик (Белоруссия, Казахстан, Киргизия, Россия, Таджикистан, Туркменистан, Узбекистан).
К началу декабря референдумы о независимости прошли во всех республиках кроме Белоруссии и Казахстана (который также провёл его, но позже, уже после заключения соглашения о СНГ). В том числе 1 декабря состоялся референдум о независимости на Украине, участники которого (включая Крым) поддержали Акт провозглашения независимости Украины от 24 августа 1991 года. Борис Ельцин сразу же сделал заявление о признании независимости Украины, а днями позже после встречи с Горбачёвым для обсуждения перспектив ССГ заявил, что «без Украины союзный договор теряет всякий смысл». Также, как Ельцин признавался президенту США Бушу, Россия не согласилась на новый союз ввиду того, что в нём из семи республик только две были бы «славянскими», а остальные «мусульманскими».
8 декабря, за день до предполагавшегося подписания договора о создании ССГ, главы трёх государств — основателей СССР (Республики Беларусь, России и Украины) на встрече в Беловежской пуще, «отмечая, что переговоры о подготовке нового Союзного Договора зашли в тупик, объективный процесс выхода республик из состава Союза ССР и образования независимых государств стал реальным фактом», заключили Беловежское соглашение о создании Содружества Независимых Государств — межправительственной и межпарламентской организации, не имеющей статуса государства. Позднее к СНГ присоединились другие союзные республики.
В декабре 1992 года Съезд народных депутатов Российской Федерации обратился к парламентам государств — бывших республик Союза ССР и к Межпарламентской ассамблее государств — участников СНГ с предложением рассмотреть вопрос «о создании конфедерации или иной формы сближения независимых государств Европы и Азии — бывших республик Союза ССР, народы которых выражают стремление к единению», но это предложение не нашло поддержки.
Многостороннего согласия по предложенному позднее (в марте 1994 года) проекту создания аналогичного конфедеративного союза (Евразийский Союз) также не было достигнуто. Только два государства вступили в Союзное государство России и Белоруссии.